# Aminoácido no esencial
Se llama aminoácidos no esenciales a todos los aminoácidos que el cuerpo puede sintetizar, y que no precisa de ingesta directa en una dieta.
En humanos se han descrito estos aminoácidos no esenciales para la nutrición:
- Alanina
- Asparagina
- Aspartato
- Cisteina
- Glicina
- Glutamato
- Glutamina
- Hidroxilisina
- Hidroxiprolina
- Prolina
- Serina
- Tirosina

Algunas proteínas contienen aminoácidos hidroxilados. Los más abundantes son la hidroxiprolina y la hidroxilisina, que se producen, después de la síntesis de las cadenas polipeptídicas, a expensas de la prolina y la lisina. Es decir, estos aminoácidos no son insertados como tales en la cadena polipeptídica, y no tienen un código genético propio. Estos aminoácidos son particularmente abundantes en el colágeno.